# 拉布里亚讷
拉布里亚讷（法語：La Brillanne，法語發音：[la bʁijan]）是法国上普罗旺斯阿尔卑斯省的一个市镇，属于福卡尔基耶区。

## 地理
拉布里亚讷（43°55'36"N, 5°53'28"E）面积7.22 平方千米，位于法国普罗旺斯-阿尔卑斯-蓝色海岸大区上普罗旺斯阿尔卑斯省，该省份为法国东南部内陆省份，北起上阿尔卑斯省，西接沃克吕兹省，西北接德龙省，南至瓦尔省，东临滨海阿尔卑斯省，东北部与意大利接壤。
与拉布里亚讷接壤的市镇（或旧市镇、城区）包括：吕尔、尼奥泽勒、奥赖松、维勒讷沃。

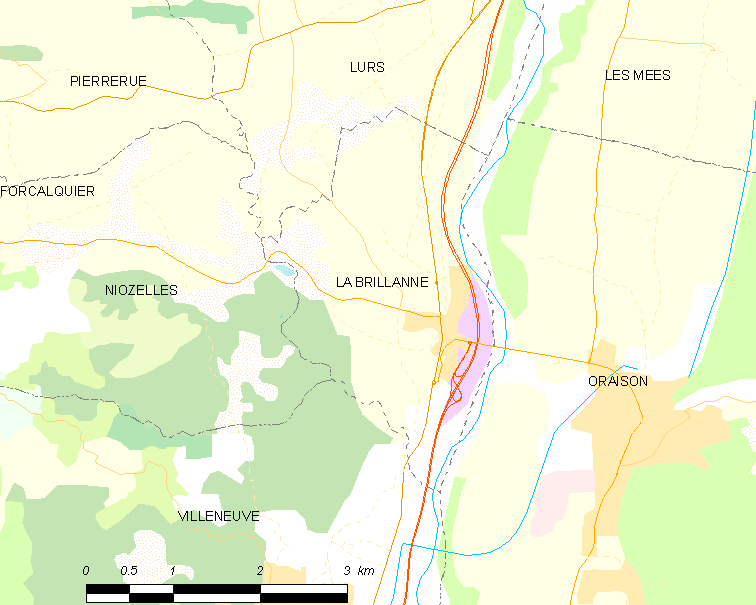
拉布里亚讷的OSM定位图

拉布里亚讷的时区为UTC+01:00、UTC+02:00（夏令时）。

## 行政
拉布里亚讷的邮政编码为04700，INSEE市镇编码为04034。

## 政治
拉布里亚讷所属的省级选区为福卡尔基耶县。

## 人口

1962-2008年间拉布里亚讷人口变化图示

拉布里亚讷于2022年1月1日时的人口数量为1114人。